# Dionysia khatamii
Dionysia khatamii là một loài thực vật có hoa trong họ Anh thảo. Loài này được Mozaff. mô tả khoa học đầu tiên năm 2002.

## Hình ảnh

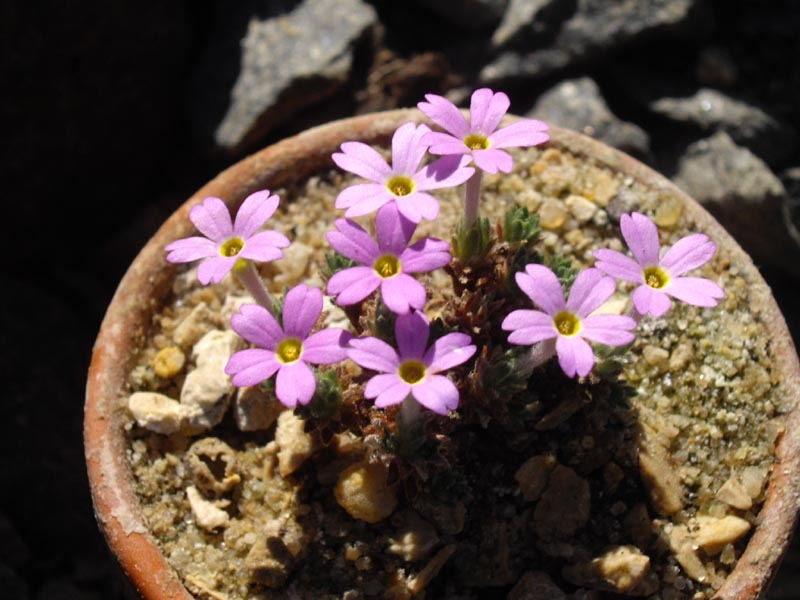